# Ежовка (Дуванский район)
Ежовка (баш. Ежовка) — село в Дуванском районе Республики Башкортостан Российской Федерации. Входит в состав Михайловского сельсовета.

## География

### Географическое положение
Находится на правом берегу реки Юрюзани.
Расстояние до:
- районного центра (Месягутово): 50 км,
- центра сельсовета (Михайловка): 25 км,
- ближайшей ж/д станции (Сулея): 125 км.

## Население
| 2002 | 2010 |
| ---- | ---- |
| 16   | ↘8   |